# Teatro canzone
El teatro canzone es una forma de arte musical y teatral creado por Sandro Luporini y Giorgio Gaber en los primeros años setenta.
El parlamentario Carlo Carli, en la comisión de cultura de la cámara de Diputados italiana, en la sesión del 23 de septiembre de 2003, intervino para exponer una proposición de ley que promovió él mismo, cuyo objeto era el reconocimiento y la tutela por parte del Estado italiano del género expresivo teatro canzone como bien cultural. En la proposición de ley Carli y otros, se preveía la creación de la Fundación «Giorgio Gaber» que con una periodicidad anual organizaría el Festival Internacional de Teatro Canzone. En aquella sede parlamentaria Carlo Carli, ilustró la definición del teatro canzone [(...representa un género expresivo ligado a la teatralidad, a la palabra y a la música; su estructura está constituida por una alternancia de canciones y partes habladas de manera clara)]. En aquella misma sesión Carlo Carli subrayó que Giorgio Gaber fue el primer intérprete del teatro canzone sobre textos escritos conjuntamente con Sandro Luporini.
El señor G (Il signor G en italiano), la obra con la que este género saltó a escena por primera vez, fundió, de hecho, la música con el teatro: en el teatro canzone el texto, la música (algunas canciones son auténticos macrotextos), los monólogos y la luz contribuyen a mantener la tensión emotiva, estructurándose, gracias a su combinación, en una representación que liga la canción de autor al acercamiento de manera dialogada al espectador, afrontando temáticas de fuerte impacto social y cultural.
Giorgio Gaber se expresaba en este género uniendo a textos (ya clásicos) de su repertorio, una presencia escénica en la que se implicaba, hablando con claridad en monólogos de profundo contenido aunque aparentemente ligeros.
Entre los 'clásicos' del cantautor se recuerdan Io se fossi Dio (Si yo fuese Dios), Lo Shampoo, La libertà y los espectáculos Libertà obbligatoria, Far finta di essere sani (Hacer como si uno fuera sano), Dialogo tra un impegnato e un non so (Diálogo entre una persona comprometida y un 'no sé'), E pensare che c'era il pensiero (Y pensar que existió el pensamiento).

## Nota
- Esta obra contiene una traducción  derivada de «Teatro canzone» de Wikipedia en italiano, publicada por sus editores bajo la Licencia de documentación libre de GNU y la Licencia Creative Commons Atribución-CompartirIgual 4.0 Internacional.

- Datos: Q3982213